# Seducción mortal (película de 1996)
Seducción mortal (título original: Exit in Red) es una película estadounidense de drama, romance y suspenso de 1996, dirigida por Yurek Bogayevicz, escrita por J.S. Cardone y David Womark, musicalizada por Michal Lorenc, en la fotografía estuvo Ericson Core y los protagonistas son Mickey Rourke, Annabel Schofield y Anthony Michael Hall, entre otros. Este largometraje fue realizado por Exit In Red Productions, Sandstorm Films, Showtime Networks y Steven Paul Production; se estrenó el 19 de junio de 1996.

## Sinopsis
Un psicólogo que tiene antecedentes de acoso sexual es parte de un triángulo amoroso, el cual termina con un homicidio.